# 努斯普林根

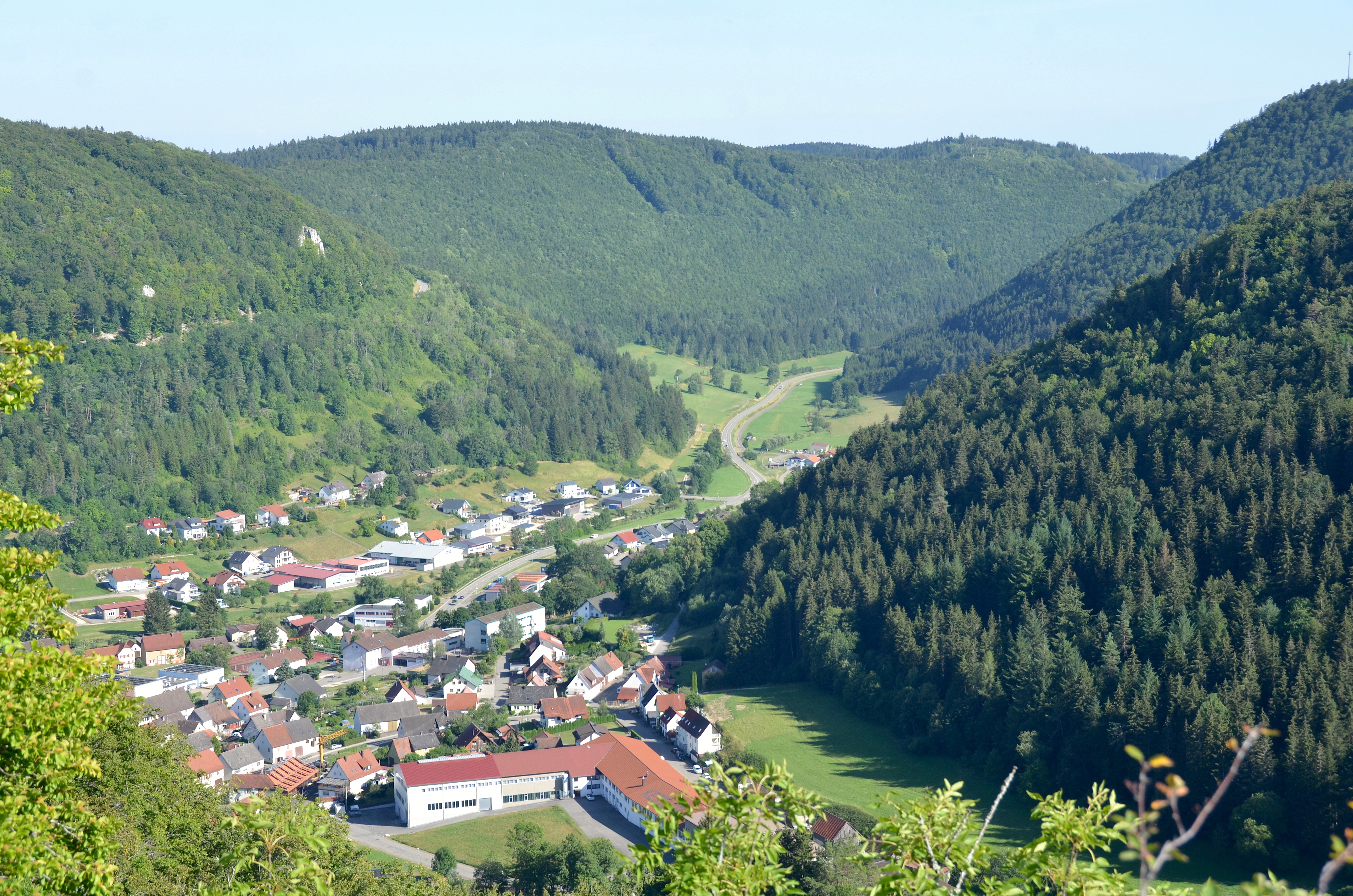
努斯普林根（Nusplingen）

努斯普林根是德国巴登-符登堡州的一个市镇。总面积20.75平方公里，总人口1787人，其中男性892人，女性895人（2011年12月31日），人口密度86人/平方公里。